# Mass Effect: Vzestup
Mass effect: Vzestup je sci-fi román od autora Drew Karpyshyna. Kniha byla publikována roku 2008, česky roku 2010. Jedná se o druhou knihu ze série Mass Effect, která příběhem předchází stejnojmennou hru vydanou pro Xbox 360 a Microsoft Windows vyvinutou společností BioWare Corp.
Příběh se odehrává po událostech ze hry Mass Effect a navazuje na ni příběh Mass Effect 2.

## Příběh
Román se odehrává krátce po útoku Sarena a Gethů. Paul Grayson, pracuje pro Cerberus je závislý na drogách (rodopísek), a také je adoptivním otcem autistické dívky Gillian, která má obrovský biotický potenciál. Gillian je členkou projektu Vzestup, jež má za cíl rozvíjet biotické schopnosti lidí. Uvnitř projektu působí člen Cerbera Dr. Jiro, společně s Graysonem dávají Gillian látky, které zvyšují její biotické schopnosti a o všem informují Cerberus.
Další operativní pracovník Cerberu, Pel je na misi na stanici Omega, aby získal aktuální polohu a přístupové kódy Kvarianské migrační flotily, kontaktoval vykázaného kvariana Gola. Golo ale žádná data nezná a Golův plán, na opatření dat, selže.
V Grissomově akademii se Gillian účastní projektu Vzestup. Jiro ji podal nový lék, poté si z ní ale její spolužák, při obědě, dělá legraci. Gillian to nervově nevydrží a bioticky „vybouchne“ napáchá tak mnoho škod a sama skončí v nemocnici na pozorování, Jiro ji tak nemůže dát další dávku nového léku, podle pokynů Cerberu. Jiro se proto uchýlí k zoufalému činu, pokusí se sabotovat dávkování léku, Kahlee Sandersová a bezpečnostní šéf Hendel Mitra (biotik), Jira při činu přistihnou. Jiro omráčí Hendela, ale Kahlee Jira přemůže a uvězní ho, je odhalen jako agent Cerberu.
Grayson je informován pracovníky projektu Vzestup, že jeho dcera přežila pokus o atentát agentem Cerberu. Grayson chce Gillian z projektu Vzestup stáhnout a ochránit ji před Cerberem, tedy tak alespoň přesvědčí Khalee. Kahlee a Hendel ho, spolu s Gilliam, budou tedy doprovázet. Společně odletěli za Graysonovým kolegou Pelem, Grayson svým společníkům nalhal, že Pel jim pomůže ukrýt Gilliam před Cerberem, ve skutečnosti jde ale o jeho kolegu z Cerberu. Pel ale všechny, včetně Graysona, zradí. Už nepracuje pro Cerberus, je žoldákem a všechny chce prodat tajemnému druhu mimozemšťanů, Kolektorům. Pel také před Khalee a Hendlem odhalí pravou identitu Graysona, tedy, že pracuje pro Cerberus.
Kvarian Lemm na své pouti, zjistí, že výzvědná loď zmizela a má v úmyslu ji najít a použít informace, díky kterým by mohl ukončit svou pouť. Zprvu podezřívá Gola, ten ale odvedl Lemmovu pozornost k Pelovi. Lemm zjistí, kde je Pelova skrýš, Lemm při průzkumu Pelovi skrýše překvapivě zachrání Hendela, Gillian a Kahlee. Pel uprchne, Graysona Lemm nezachrání, ale přesto se mu podaří uprchnout. Lemm vysvětluje Kahlee, že je považována za odbornici na AI a domnívá se, že právě ona by byla cenným přínosem pro kvariany a tedy i jeho důvodem k ukončení pouti. Khalee, Hendel a Gilliam s Lemmem míří na kvarianskou migrační flotilu.
Grayson na útěku zabije Pela a nachází také zmučeného kvariana, který pořád dokola mumlá přístupové kódy k Migrační flotile. Grayson informuje Záhadného o Pelově zradě a domnívá se, že Kahlee a ostatní letí do migrační flotily. Záhadný tedy vyšle tým, i s Graysonem, aby získal Gilliam zpět.
Na migrační flotile, Kahlee informuje kapitána o útoku Vládce na, zdá se, že na základě informací se kvariané rozhodnou, zda zahájí riskantní průzkumné mise. Admiralita vyslovuje hypotézu, že Reapeři (Smrťáci) mohou využívat Gethy. Mezitím se Gillian stává otevřenější a šťastnější. Zdá se že kvarianský způsob života ji více vyhovuje a také se zbavila látek podporující její biotiku, které ji ordinoval Cerberus.
Grayson, se dvěma četami komanda Cerberu a Golem, napadne kvarianskou loď. Grayson hledá Gilliam, zatím co vojáci Cerberu útočí na kvariany. Zanedlouho Gillian najde, je ráda, že vidí svého otce, Grayson i přesto, že pracuje pro Cerberus, ji také velmi rád vidí. Grayson ji chce vzít sebou, ale Gilliam odmítá odejít, bez svých přátel, je tak nucen používat omračovač a dává ji do postele. Gillian našel ještě Kahlee, vezme ji sebou do raketoplánu, Kahlee se snaží uprchnout, ale Golo ji v útěku zabrání a zbije ji. Graysonovi je Kahlee líto, uvědomí si, že Gillian bylo lépe, když byla na migrační flotile, Kahlee se o ní starala a nebyla v „péči“ Cerberu. Grayson si vzpomene jak ho Gillian objala a odmítala odejít bez svých přátel (Kahlee, Hendel a Lemm). Proto nakonec Gola zabije. A také zneškodní jeho bomby, kterými se chtěl Golo pomstít kvarianům zato, že ho vyhostily.
Po útoku je Grayson zatčen, při přepravě se mu ale podaří přemoci Kahlee a Lemma, a unikne. Kahlee a Lemm se rozhodnou, že ho nebudou pronásledovat. Kahlee vrací do projektu Vzestup, zatímco Gillian, Hendel a Lemm zůstávají s kvariany a pomůžou jim s průzkumem kolektorů. Grayson kontaktuje Záhadného, připouští, že bude pravděpodobně dříve či později chycen a zabit Cerberem, ale pod podmínkou mlčení o dalších projektech Cerberu, Záhadného vydírá, aby nekonfrontoval Kahlee.

## Související knihy
- Mass Effect: Zjevení, autor: Karpyshyn Drew, překladatel: Jiří Matyskiewicz. Jde o první díl série.
- Mass Effect: Odveta, autor: Karpyshyn Drew, překladatel: Jakub Mařík. Jde o třetí díl série.
- Mass Effect: Klam, autor: William C. Dietz, překladatel: Jakub Mařík. Jde o čtvrtý díl série.